# Tillandsia streptocarpa
Tillandsia streptocarpa là một loài thuộc chi Tillandsia. Đây là loài bản địa của Bolivia và Brasil.

## Hình ảnh

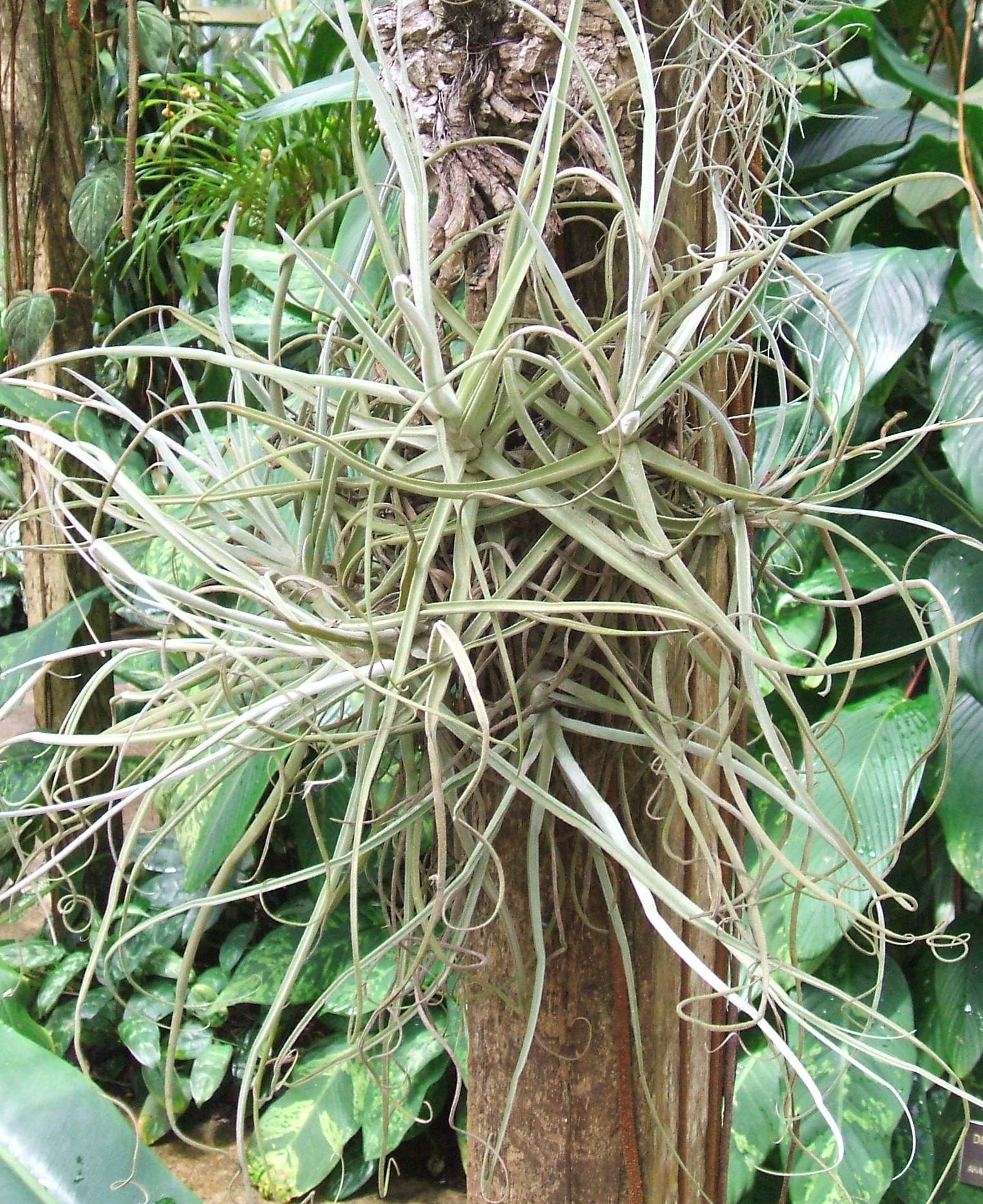
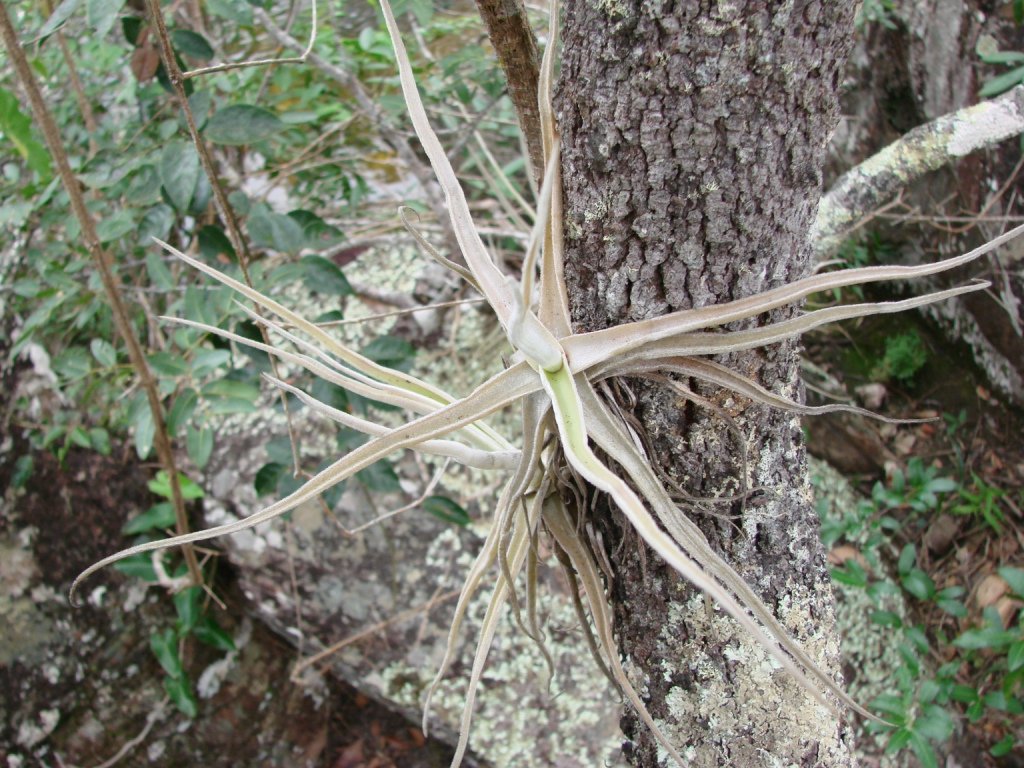

## Giống
- Tillandsia 'Blue Moon'
- Tillandsia 'Pacific Blue'
- Tillandsia 'Van Der Mollis'